# Ottiglio
Ottiglio é uma comuna italiana da região do Piemonte, província de Alexandria, com cerca de 659 habitantes. Estende-se por uma área de 14 km², tendo uma densidade populacional de 47 hab/km². Faz fronteira com Casorzo (AT), Cella Monte, Cereseto, Frassinello Monferrato, Grazzano Badoglio (AT), Moncalvo (AT), Olivola, Sala Monferrato.

## Demografia
| Variação demográfica do município entre 1861 e 2011                               |
|                                                                                   |
| Fonte: Istituto Nazionale di Statistica (ISTAT) - Elaboração gráfica da Wikipedia |